# Mary Cain
Mary Dawson Cain (Burke, Louisiana, 17 de agosto de 1904 – McComb, 6 de maio de 1984) foi uma editora de jornal americana, ativista política e candidata a governadora no Mississippi. Filiada ao Partido Democrata, ela defendeu causas conservadoras e é particularmente lembrada por suas campanhas contra o imposto da Previdência Social. Ela concorreu para governadora do Mississippi em 1951 e 1955, a primeira mulher a fazê-lo.

## Biografia
Cain nasceu em Burke, Louisiana, e é filha de Charles Goodrich Dawson e Tulula Bryant Dela Garza Dawson. Ela foi alfabetizada em escolas públicas em Louisiana e Mississippi, e se formou no Hillman College. Ela se casou com o mecânico e empresário John Lambdin Cain em 1924.
Cain era dona e gerenciava o The Summit Sun, um jornal semanal do Condado de Pike, em Mississippi, contribuindo com a "Coluna de Mary Cain". Cain usou seu papel para promover a segregação e causas conservadoras, e foi particularmente crítico do governo federal, especialmente o imposto da Previdência Social.
Cain se tornou a primeira mulher a concorrer ao cargo de governadora do Mississippi em 1951, quando liderou uma campanha sem sucesso, mas memorável, como no Partido Democrata. Ela concorreu novamente em 1955.
Cain chamou a atenção nacional em 1952, quando se recusou a pagar 42,87 dólares em impostos da Previdência Social, chamando o programa de "inconstitucional, imoral e antiamericano". Ela tentou se esquivar do Internal Revenue Service vendendo o The Summit Sun para sua sobrinha por uma quantia nominal de US $ 1 e fechando suas contas bancárias. Mais tarde naquele ano, o IRS apreendeu o papel e trancou a porta; Cain respondeu cortando as correntes com uma serra e enviando-as de volta para a agência, ganhando o apelido de "Hacksaw Mary". Sua batalha fiscal foi para a Suprema Corte; Caim perdeu, mas o governo posteriormente desistiu do processo.
Em 1965, ela apareceu em um documentário da NBC News intitulado Mississippi: A Self Portrait, onde proclamou seu apoio à segregação e seus valores, particularmente no Mississippi. "Acho que o Mississippi fez maravilhas com nossas relações raciais", disse ela. Acho que foi uma coisa maravilhosa que nossos negros tenham chegado até onde chegaram, e não sinto nenhum sentimento de culpa e não tenho que me desculpar pelo que fizemos por eles." Mais tarde, ela elaborou seus pontos de vista sobre raça, enquadrando-os em bases teológicas. "Agora eu sinto que Deus tinha um propósito em criar as raças separadas", disse ela. Tenho tanto orgulho dos negros que se orgulham de serem negros. Eles são o que Deus os fez. E tenho orgulho de ser branco porque sou o que minha raça branca me fez. Eu sou branco hoje porque meus pais praticavam a segregação, e eu não seria nada além de branco. E eu amo negros que não seriam nada além de negros."
Cain morreu em 6 de maio de 1984 aos 79 anos em McComb, Mississippi.